# Champsodon longipinnis
Champsodon longipinnis is een straalvinnige vissensoort uit de familie van champsodonten (Champsodontidae). De wetenschappelijke naam van de soort werd voor het eerst geldig gepubliceerd in 1964 door Matsubara & Amaoka.